# Мадонна с Младенцем (картина Провоста)
«Мадонна с Младенцем» — картина нидерландского художника Яна Провоста из собрания Государственного Эрмитажа.
На картине изображена Дева Мария, в правой руке она держит небольшой букет, составленный из красного мака и белой гвоздики (здесь мак символизирует Страсти Христовы, гвоздика — любовь и невинность). Над головой Марии два ангела держат золотую корону. Слева от неё находится Младенец, левой рукой он тянется к груди матери, а правой трогает её за подбородок.
Точная дата написания картины неизвестна, она создана в конце XV — начале XVI века — в период активной творческой деятельности художника. Вероятно, картина являлась центральной частью алтарного образа, где Мадонна была изображена в полный рост; впоследствии картина по неизвестной причине, возможно из-за сильных повреждений, была значительно обрезана со всех сторон. Ранняя история её не выяснена, картина находилась в собрании Д. П. Татищева и после его смерти, последовавшей в 1845 году, по завещанию была передана в Эрмитаж.
Вплоть до 1916 года в эрмитажных описях и каталогах картина значилась как произведение неизвестного нидерландского художника первой половины XVI века. П. П. Семёнов-Тян-Шанский считал автором Яна ван Хемессена. В 1916 году была опубликована работа М. Фридлендера «От Эйка до Брейгеля», где в качестве автора впервые был назван Провост. Эта атрибуция была поддержана большинством учёных, и в эрмитажном каталоге того же 1916 года картина уже значилась за Провостом. Однако некоторые сомнения ещё периодически обнаруживались, и в каталоге 1972 года картина была приписана мастерской Яна Провоста.
В 1980-х годах картина подверглась тщательному инструментальному изучению. При съёмке в инфракрасных лучах выявился подготовительный рисунок, абсолютно идентичный по манере исполнения другой имеющейся в собрании Эрмитажа картине Провоста «Мария во славе». Таким образом, окончательно исчезли все сомнения, и с этого времени авторство Яна Провоста считается бесспорным.